# ...se incontri Sartana prega per la tua morte
...se incontri Sartana prega per la tua morte è un film del 1968 diretto da Gianfranco Parolini (accreditato come Frank Kramer).
Il film è il primo nel quale il personaggio di Sartana (interpretato da Gianni Garko) è protagonista dopo avere esordito nel precedente 1000 dollari sul nero di Alberto Cardone.

## Trama
Una diligenza carica d'oro viene assalita dagli uomini di Josè Mendoza detto Tampico. Lasky e i suoi però li colgono di sorpresa uccidendoli tutti e rubando il malloppo. Ma aprendo la cassa, Lusky si accorge che è piena di sassi. Arriva Sartana, un misterioso pistolero vestito in maniera elegante, abilissimo a carte e con una bizzarra ma infallibile pistola da taschino (una Darringer a quattro canne): Sartana convince la banda di essere lui l'autore del colpo e che l'oro lo ha nascosto, convinto che in tutta la vicenda siano coinvolti insospettabili e rispettabili cittadini. Farà piazza pulita.

## Produzione
Il film costò 137 milioni ed ebbe un incasso miliardario e, come raccontato dal regista, "Aldo Addobbati lo fece uscire il 14 agosto e, dopo nove giorni il film aveva già incassato 30 milioni di lire, abbastanza per annunciarne il possibile seguito Taglia grossa per Sartana... possibilmente vivo." In Giappone, secondo Sandro Mancori, il film ha incassato un milione di dollari. Parolini compare anche come attore con lo pseudonimo di John Francis Littlewords nel ruolo di un giocatore di poker che viene ammazzato.
Il film fu girato, per motivi economici, interamente in Italia, tra Manziana e altre zone vicino a Roma. Il fortino di Tampico è villa Mussolini, utilizzata in tanti altri film del genere (tra i quali Ehi amico... c'è Sabata. Hai chiuso!, Requiescant, ...continuavano a chiamarlo Trinità, Vado... l'ammazzo e torno, I giorni della violenza, W Django!). Il produttore Addobbati aveva fatto allestire una scenografia del film all'interno del cinema Adriano di Roma, con tanto di galline e cavalli con diligenza. Il film avrebbe dovuto essere parodiato da Franco e Ciccio Se incontri Franco e Ciccio prega per la tua morte che venne annunciato, ma mai girato.